# USS John F. Kennedy (CVN-79)
USS John F. Kennedy (CVN-79) là một tàu sân bay lớp Gerald R. Ford. Con tàu đã được hạ thủy năm 2019 và dự kiến đưa ra phục vụ vào năm 2020.

## Đặt tên
Ngày 7 Tháng 12 năm 2007, Lễ kỉ niệm lần thứ 66 trận chiến Trân Châu cảng, Nghị sĩ  Harry Mitchell đề nghị đặt tên tàu USS Arizona.
Năm 2009, Nghị sĩ John Shadegg đã đề nghị đặt tên CVN-79 hoặc là CVN-80 Barry M. Goldwater, theo tên cựu thượng nghị sĩ của Arizona.
Ngày 29 tháng 5 năm 2011, Bộ quốc phòng Hoa Kỳ tuyên bố con tàu sẽ đặt tên theo tên tổng thống thứ 35 của Hoa Kỳ John F. Kennedy (1917–1963), ông đã phục vụ hải quân trong suốt Chiến tranh thế giới thứ II.
Do đó, chiếc tàu sẽ con tàu chiến thứ ba đặt theo tên các thành viên trong gia đình Kennedy, và tàu sân bay thứ hai mang tên John F. Kennedy, John F. Kennedy (CV-67) đã nghỉ hưu, thời gian phục vụ từ năm 1967 đến 2007.

## Xây dựng
Ngày 15 tháng 1 năm  2009, Hãng đóng tàu Northrop Grumman Shipbuilding nhận được hợp đồng trị giá 374 triệu Dollar cho dự án thiết kế và kế hoạch chuẩn bị xây dựng cho tàu sân bay John F. Kennedy. Ngày 30 tháng 9 năm 2010, Northrop Grumman tuyên bố bổ nhiệm tổng công trình sư mới cho xây dựng tàu sân bay John F. Kennedy, Mike Shawcross.
Ngày 25 tháng 2 năm 2011, Hải quân tiến hành nghi thức nhát cắt thép đầu tiên tại hãng Northrop Grumman Shipbuilding, đánh dấu bắt đầu khởi công quá trình xây dựng tàu sân bay  John F. Kennedy.
John F. Kennedy theo kế hoạch sẽ được hoàn thành vào năm 2018, sẽ đưa vào phục vụ năm 2020 sau đó thư ký của bộ quốc phòng  Robert Gates tuyên bố vào năm 2009 rằng dự án sẽ chuyển sang một chương trình xây dựng 5 năm để tiết kiệm một cách tối thiểu các chi phí. Vào cuối năm 2012, chậm trễ xảy ra trong lúc thi công và Bộ Hải Quân đang điều tra việc kéo dài thời gian xây dựng của cả hai Tàu Sân Bay mới là USS Enterprise (CVN-80) và John F. Kennedy thêm hai năm, việc này có thể ngăn cản con tàu được đưa vào hoạt động cho đến 2022.
John F. Kennedy có thể thay thế cho Hàng Không Mẫu Hạm USS Nimitz (CVN-68).
Vào tháng 9 năm 2013, Văn phòng Kiểm toán Chính phủ (Government Accountability Office - GAO) khuyến khích hoãn lại hợp đồng thiết kế và thi công John F. Kennedy cho đến khi các thiếu sót trong dự án được sắp xếp đâu ra đó. Hải Quân và Bộ Quốc phòng từ chối lời khuyến nghị này. Hải Quân phải đối mặt với các thử thách về mặt kỹ thuật, thiết kế và thi công để hoàn thành được con tàu đi trước là USS Gerald R. Ford (CVN-78), bao gồm việc sản xuất các hệ thống sẽ được lắp đặt trên tàu trước khi được thử nghiệm để đạt được đúng hạn cho ngày lắp đặt lên tàu. Giá thành cho Ford đã tăng lên 22 phần trăm đến 12.8 tỷ Đô-la, và việc giá thành tăng thêm có thể xảy ra do những lỗi hệ thống không cần thiết và xưởng đóng tàu không đạt đúng yêu cầu. Những rủi ro được Hải Quân lên kế hoạch để bắt đầu một cuộc thực nghiệm các hệ thống chủ yếu vào cùng thời điểm bắt đầu cuộc thử nghiệm Vận hành và Khảo sát đầu tiên. Một hành động mà GAO nói rằng có thể được đặt ra để bảo đảm các Hàng Không Mẫu Hạm lớp Ford  được hỗ trợ trong việc thâu mua là tiến hành các nghiên cứu tiết kiệm chi phí với các khả năng thực sự cần thiết của con tàu cũng như là giá cả theo sau tất cả những thứ đó.